# Xyrichtys javanicus
Xyrichtys javanicus е вид лъчеперка от семейство Зеленушкови (Labridae). Валидността на този вид се проучва.

## Разпространение
Видът е разпространен около остров Ява, Индонезия, но също така се съобщава, че някои риби са били забелязани в Червено море.